# Crulai
Crulai település Franciaországban, Orne megyében. Lakosainak száma 803 fő (2022. január 1.). Crulai Saint-Ouen-sur-Iton, La Chapelle-Viel, Irai, Les Aspres és Vitrai-sous-Laigle községekkel határos.

## Népesség
A település népességének változása:
| Lakosok száma | 941  | 894  | 886  | 858  | 854  | 847  | 832  | 818  | 803  |
|               | 2013 | 2015 | 2016 | 2017 | 2018 | 2019 | 2020 | 2021 | 2022 |